# Enebacken, Torsås kommun
För hembygdsmuseet i Osby, se Enebacken, Osby
Enebacken är en bebyggelse i Söderåkra socken i Torsås kommun i Kalmar län. SCB avgränsade bebyggelsen här som en småort mellan 1990 och 2020, då den istället kom att klassas som en del av tätorten Bergkvara.